# Nicolai Brorson
Nicolai (eller Niels) Brorson (født 23. juli 1690 i Randerup, død 30. marts 1757), var en dansk præst, ældste broder til Broder og Hans Adolf Brorson. 
Brorson blev student fra Ribe Skole 1710; men på grund af pesten måtte han rejse hjem igen året efter, vendte tilbage til universitetet 1712, lå på Regensen og blev efter tilendebragte eksamener hører ved Ribe Skole 1714. 
To år efter blev han præst i Bedsted ved Løgumkloster. Ved hans ihærdige arbejden fremkaldtes stærkt religiøst liv i egnen, og adskillige unge teologer søgte til hans hus for at vejledes af ham. Opvækkelsen gik i udpræget pietistisk retning, hvad der ikke mindst lagdes for dagen ved forsamlingerne i hans hjem. 
Heftige sammenstød mellem pietisterne og "de ortodokse" kunde ikke undgås. Da Christian VI opholdt sig på Koldinghus 1734, måtte Brorson prædike for ham, og året efter blev han Pontoppidans eftermand som slotspræst i Frederiksborg. Her fortsatte han ligesom i Bedsted med stadige katekisationsøvelser og med at fremelske forsamlingslivet, men kom i konflikt med generalkirkeinspektionskollegiet i anledning af kirketugtens udøvelse. 
Dette forhindrede dog ikke, at han 1738, da magister Mossin ved Nicolai Kirke i København var blevet afsat, blev kaldet til sognepræst der. Han tiltrådte dette embede under meget vanskelige forhold, idet en stor del i sognet holdt med den afsatte præst, og provsten, der indsatte ham, ikke undlod at advare menigheden mod den nye præsts lærdomme. 
Men Brorsons sagtmodighed og kærlige vandel vandt snart hjerterne, ligesom hans husbesøg skaffede ham megen yndest, selv om han med hensyn til begavelse som prædikant stod tilbage for sine to brødre. Tilbud om at ombytte sit embede med en stilling som biskop fristede ham derfor ikke, han foretrak at forblive i sin stilling. 
Da den danske skueplads blev genåbnet ved Frederik V's tronbestigelse, var Brorson blandt de præster, der fra prædikestolen ivrede mod besøg i teatret som noget sjælefordærvende. Af skrifter har han kun udgivet et pietistisk kontroversskrift; men i tillægget til Troens rare Klenodie (udg. 1742) findes tre salmer af ham, deriblandt den bekendte Amen raabe hver en Tunge. Brorson var 4 gange gift og havde talrige efterkommere.